# Cerrena
Cerrena is een geslacht uit de familie Cerrenaceae. De typesoort is Cerrena cinerea. Later is deze soort hernoemd naar Cerrena unicolor.

## Soorten
Volgens Index Fungorum telt het geslacht 11 soorten (peildatum maart 2023):
| Soortnaam              | Auteur(s)                      | Publicatiejaar |
| ---------------------- | ------------------------------ | -------------- |
| Cerrena albocinnamomea | (Y.C. Dai & Niemelä) H.S. Yuan | 2013           |
| Cerrena aurantiopora   | J.S. Lee & Y.W. Lim            | 2010           |
| Cerrena caperata       | (Berk.) Zmitr.                 | 2001           |
| Cerrena cystidiata     | Rajchenb. & De Meijer          | 1990           |
| Cerrena drummondii     | (Klotzsch) Zmitr.              | 2001           |
| Cerrena fulvocinerea   | (Murrill) Zmitr.               | 2001           |
| Cerrena hydnoides      | (Sw.) Zmitr.                   | 2001           |
| Cerrena sclerodepsis   | (Berk.) Ryvarden               | 1976           |
| Cerrena subglabrescens | (Murrill) Zmitr.               | 2001           |
| Cerrena unicolor       | (Bull.) Murrill                | 1903           |
| Cerrena zonata         | (Berk.) H.S. Yuan              | 2013           |